# Rosalind Mitchison
Pour les articles homonymes, voir Mitchison.
Rosalind Mary Mitchison (11 avril 1919 - 19 septembre 2002) est une historienne et universitaire anglaise du XXe siècle spécialisée dans l'Histoire sociale écossaise. Elle est affectueusement connue sous le nom de "Rowy" Mitchison.

## Biographie
Rosalind Mary Wrong est née à Manchester. Son père, Edward Murray Wrong, et son grand-père, George MacKinnon Wrong, sont tous deux historiens. Elle est la sœur d'Oliver Wrong (en).
Elle fait ses études à la Dragon School  d'Oxford, puis étudie l'histoire à Lady Margaret Hall et va à l'Université de Manchester en tant que maître de conférences adjointe, travaillant avec Lewis Namier (en), en 1943.
En 1953, son mari est nommé professeur à l'Université d'Édimbourg et ils déménagent en Écosse. Mitchison enseigne l'histoire, initialement à temps partiel, à Édimbourg jusqu'en 1957. En 1962, elle commence à enseigner à l'Université de Glasgow où elle reste jusqu'en 1967, en tant que chargée de cours à plein temps. Son premier ouvrage, Agricultural Sir John (1962), innove dans l'histoire de l'Écosse du XVIIIe siècle, jusque-là principalement étudiée, lorsqu'elle était étudiée, sous l'angle des Actes d'Union de 1707 ou des Lumières écossaises.
Elle retourne à l'Université d'Édimbourg en 1967 en tant que lectrice et est en 1981 professeur d'histoire sociale, poste qu'elle occupe jusqu'en 1986.
En 1994, elle est élue membre de la Royal Society of Edinburgh avec comme proposants TC Smout, D Stevenson, Tom Devine (en), Michael Francis Oliver, Charles Kemball (en) et DER Watt .
Elle est décédée à l'hôpital d'Édimbourg le 19 septembre 2002 .

## Famille
En 1947, alors qu'elle est tutrice à Lady Margaret Hall, elle épouse le zoologiste Murdoch Mitchison, fils de Naomi Mitchison et de Dick Mitchison. Ils ont quatre enfants, trois filles et un fils.

## Livres
- Agricole Sir John . La vie de Sir John Sinclair d'Ulster 1754–1835 Geoffrey Bles 1962
- Changement de population britannique depuis 1860 préparé pour l'Economic History Society Macmillan 1977
- Coping with Destitution: Poverty and Relief in Western Europe (Joanne Goodman Lecture) University of Toronto Press 1992 (ISBN 0-8020-5912-0) (ISBN 978-0-8020-5912-3)
- Économie et société en Écosse et en Irlande 1500–1939 édité par Rosalind Mitchison et Peter Roebuck John Donald 1988 (ISBN 0-85976-171-1) (ISBN 978-0-85976-171-0)
- Essais sur l'histoire du XVIIIe siècle . Extrait de la revue historique anglaise / organisée par Rosalind Mitchison. Longmans Green & Co.1966
- Filles en difficulté : sexualité et contrôle social en Écosse rurale, 1660–1780 avec Leah Leneman . Presse culturelle écossaise 1998 (ISBN 1-898218-89-7) (ISBN 978-1-898218-89-0)
- Histoire de l'Écosse Routledge 3e édition révisée 2002 (ISBN 0-415-27880-5) (ISBN 978-0-415-27880-5)
- La vie en Ecosse Batsford 1978 (ISBN 0-7134-1559-2) (ISBN 978-0-7134-1559-9)
- De la seigneurie au patronage : Écosse 1603–1745. Presse universitaire d'Édimbourg 1990 (ISBN 0-7486-0233-X) (ISBN 978-0-7486-0233-9)
- Ancienne loi sur les pauvres en Écosse : l'expérience de la pauvreté, 1574-1845 . Presse universitaire d'Édimbourg 2000 (ISBN 0-7486-1344-7) (ISBN 978-0-7486-1344-1)
- Les gens et la société en Ecosse. 1, 1760–1830 / édité par TM Devine et Rosalind Mitchison. Jean-Donald 1988/2006 (ISBN 978-0-85976-210-6)
- Niveaux régionaux d'illégitimité écossaise, 1660–1770 1983
- Études sur les racines du nationalisme en Europe du Nord éditées par Rosalind Mitchison John Donald 1979/1980 (ISBN 0-85976-058-8) (ISBN 978-0-85976-058-4)
- L'Écosse à l'ère de l'amélioration : essais d'histoire écossaise au XVIIIe siècle édités par NT Phillipson et Rosalind Mitchison. Edimbourg University Press Nouvelle édition 1997 (ISBN 0-7486-0876-1) (ISBN 978-0-7486-0876-8)
- Le péché dans la ville : sexualité et contrôle social en Écosse urbaine, 1160–1780 avec Leah Leneman Scottish Cultural Press 1998 (ISBN 1-898218-90-0) (ISBN 978-1-898218-90-6)
- Rédactrice en chef de Why Scottish History Matters, Rosalind Mitchison Saltire Society 1999 (ISBN 0-85411-070-4) (ISBN 978-0-85411-070-4)